# Journal of Vinyl & Additive Technology
Das Journal of Vinyl & Additive Technology, abgekürzt J Vinyl Addit. Technol., ist eine wissenschaftliche Fachzeitschrift, die vom Wiley-Blackwell-Verlag im Auftrag der Society of Plastics Engineers veröffentlicht wird. Die Zeitschrift wurde 1979 unter dem Namen Journal of Vinyl Technology gegründet, erweiterte 1995 den Namen auf Journal of Vinyl & Additive Technology und erscheint mit vier Ausgaben im Jahr. Es werden Arbeiten veröffentlicht, die sich mit Additiven und der Polymerbeeinflussung beschäftigen.
Der Impact Factor lag im Jahr 2014 bei 0,859. Nach der Statistik des ISI Web of Knowledge wird das Journal mit diesem Impact Factor in der Kategorie angewandte Chemie an 52. Stelle von 72 Zeitschriften, in der Kategorie Materialwissenschaften, Textilien an 60. Stelle von 82 Zeitschriften und in der Kategorie Polymerwissenschaft an 60. Stelle von 82 Zeitschriften geführt.